# Borda de l'Andreu
La Borda de l'Andreu és una antiga borda, actualment esdevinguda casa per a habitació permanent, del municipi de Conca de Dalt, dins de l'antic terme d'Aramunt, pertanyent al poble d'Aramunt. És al nord-oest d'Aramunt, a prop de la riba esquerra del pantà de Sant Antoni, al sud-oest de lo Petirro, a ponent de Casa Carlà i al nord-oest de Cal Caputxí.